# 費瓛
費瓛（？—1428年），京師鳳陽府定遠縣（今安徽省定遠縣）人，明朝軍事將領，崇信伯。

## 生平
洪武年初，其祖父費愚擔任燕府左相，改授燕山中護衛指揮使。父費肅、費瓛分別繼承，后費瓛跟從朱棣起兵有功，靖難之役后升後軍都督僉事。永樂八年，涼州衛千戶虎保、永昌衛千戶亦令真巴等叛變，新附伯顏帖木兒等相互呼應，而都指揮李智進攻無法獲勝。皇太子朱高熾命費瓛追討，其與陳懷會師并分兵進攻，費瓛直追至黑魚海，斬獲千餘人后班師。
永樂十二年，充任總兵官，鎮守甘肅。洪熙元年予平羌將軍印。明宣宗即位后，進右府左都督。元年七月入朝，封崇信伯，祿千一百石。跟隨宣宗征討朱高煦，班師后予世券，復鎮甘肅。宣德三年，死於任上。崇信伯爵位傳至明末。